# Куцлебен
Куцлебен (њем. Kutzleben) општина је у њемачкој савезној држави Тирингија. Једно је од 47 општинских средишта округа Унструт-Хајних. Према процјени из 2010. у општини је живјело 658 становника. Посједује регионалну шифру (AGS) 16064038.

## Географски и демографски подаци
Куцлебен се налази у савезној држави Тирингија у округу Унструт-Хајних. Општина се налази на надморској висини од 205 метара. Површина општине износи 18,3 km². У самом мјесту је, према процјени из 2010. године, живјело 658 становника. Просјечна густина становништва износи 36 становника/km².